# The Clique (artisti)

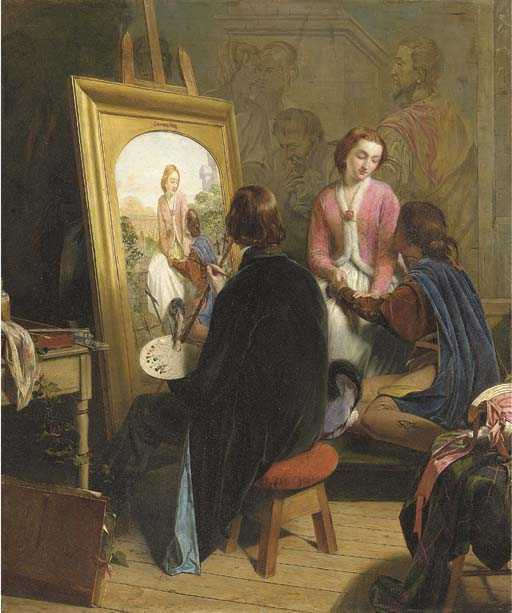
Henry O'Neil, The Pre-Raphaelite (1857), dipinto satirico che critica la Confraternita preraffaelita

The Clique è stato un gruppo di artisti inglesi formati da Richard Dadd alla fine degli anni 1830 del diciannovesimo secolo. Altri membri erano Augustus Egg, Alfred Elmore, William Powell Frith, Henry Nelson O'Neil, John Phillip ed Edward Matthew Ward. Vennero definiti «il primo gruppo di artisti britannici che combinarono una maggiore solidità e ad annunciare che la grande tradizione arretrata dell'Accademia non era pertinente alle esigenze dell'arte contemporanea».

## Storia
Le informazioni sulle attività dei Clique derivano principalmente dalle testimonianze di Frith e da un breve saggio pubblicato su The Art Journal nel 1898 da Gilbert Imray, un amico del gruppo. Entrambi affermano che il gruppo si chiamasse così in quel momento e che costituissero un club di pittura. Imray documentò le aspirazioni di alcuni membri asserendo che, durante le loro riunioni, tutti producevano disegni sullo stesso argomento chiedendo successivamente a non artisti come Imray di giudicare i meriti delle loro opere.
I primi anni di attività dei Clique sono documentati fra la fine degli anni trenta e l'inizio del decennio seguente mentre l'ultimo anno di esistenza del gruppo è stato il 1843, anno in cui quando Dadd impazzì e venne incarcerato dopo aver ucciso suo padre. Gli altri divennero membri di successo della Royal Academy of Arts di Londra (con la sola eccezione di O'Neil, che divenne un membro associato e non a pieno titolo). Il loro lavoro venne supportato dal neonato periodico The Art Journal.

## Stile e tecnica
I Clique erano caratterizzati dal rifiuto dell'arte accademica a favore della pittura di genere ed erano ispirati a William Hogarth e David Wilkie. Ciò era in linea con la loro opinione secondo la quale l'arte dovesse essere giudicata dal pubblico, non dalla sua conformità con gli ideali accademici.
Negli anni cinquanta dello stesso secolo, la maggior parte dei membri dei Clique divennero inveterati nemici della Confraternita dei Preraffaelliti, sostenendo che la loro arte fosse volutamente eccentrica e primitivista. Proprio per queste ragioni, Frith e O'Neil rivolsero molte critiche ai principi preraffaelliti. Nonostante ciò, Egg diverrà amico e sostenitore di William Holman Hunt.
I ritratti dei membri del Clique venivano commissionati da Patrick Allan-Fraser e collocati alla Hospitalfield House di Arbroath.
Negli anni sessanta nacque un altro gruppo di artisti che seguivano principi simili noto come St. John's Wood Clique.